# 東福山站
東福山站（日语：／ Higashi-Fukuyama eki */?）是位於廣島縣福山市引野町，西日本旅客鐵道（JR西日本）、日本貨物鐵道（JR貨物）山陽本線的車站。
在兩鐵路公司中，JR西日本位於引野町五丁目、JR貨物位於引野町四丁目。

## 歷史
- 1966年（昭和41年）6月15日 - 國鐵山陽本線大門站至福山站之間開設此站，初時只是貨運車站。
- 1974年（昭和49年）10月1日 - 開始行李起卸業務。
- 1978年（昭和53年）10月2日 - 結束行李起卸業務。
- 1979年（昭和54年）4月1日 - 開始成為旅客車站。
- 1987年（昭和62年）4月1日 - 伴隨國鐵分割民營化，車站由西日本旅客鐵道（JR西日本）、日本貨物鐵道（JR貨物）營運。
- 1992年（平成4年）11月1日 - 綠色窗口開始營業[3]
- 2005年（平成17年）4月1日 - 成為業務委託車站，由JR西日本岡山MAINTEC負責車站業務。
- 2007年（平成19年）
  - 6月11日 - 引入可接受ICOCA的自動閘機（日语：自動改札機）。
  - 9月1日 - 此站可以使用ICOCA。
- 2011年（平成23年）3月11日 - 南北出入口與閘口、月台之間加設升降機連接。
- 2015年（平成27年）3月14日 - 開始成為快速「太陽快車（日语：サンライナー）」停車站[4][5]。
- 2016年（平成28年）4月15日 - 隨著引入CTC[6][7]，閘口與月台設置了LED式列車出發資訊牌。

## 車站構造

### JR西日本
JR西日本車站為一座設有跨站式站房的地面車站（旅客車站），設有2面2線的相對式月台。車站由福山站管理，由JR西日本岡山MAINTEC負責車站業務，為業務委託車站。此站設有綠色窗口和綠色售票機。車站可以使用ICOCA與其互相可以使用的IC卡。
由於無障礙政策，此站設有升降機。
在運輸系統與旅客資訊中的月台編號不同。下行1號月台在運輸系統為「6號線」，上行2號月台為「7號線」。在月台北邊上行貨物列車停車的上行貨物留置線為8號線，南邊上下行貨物列車停車的上下行貨物留置線為5號線和4號線。

### 月台
| 月台 | 路線     | 上下行 | 方向                 | 備註                       |
| ---- | -------- | ------ | -------------------- | -------------------------- |
| 1    | 山陽本線 | 下行   | 福山、尾道、廣島方向 | 廣島方向的列車需在糸崎轉乘 |
| 2    | 山陽本線 | 上行   | 倉敷、岡山方向       |                            |

以上月台號碼使用在旅客資訊中。

### JR貨物

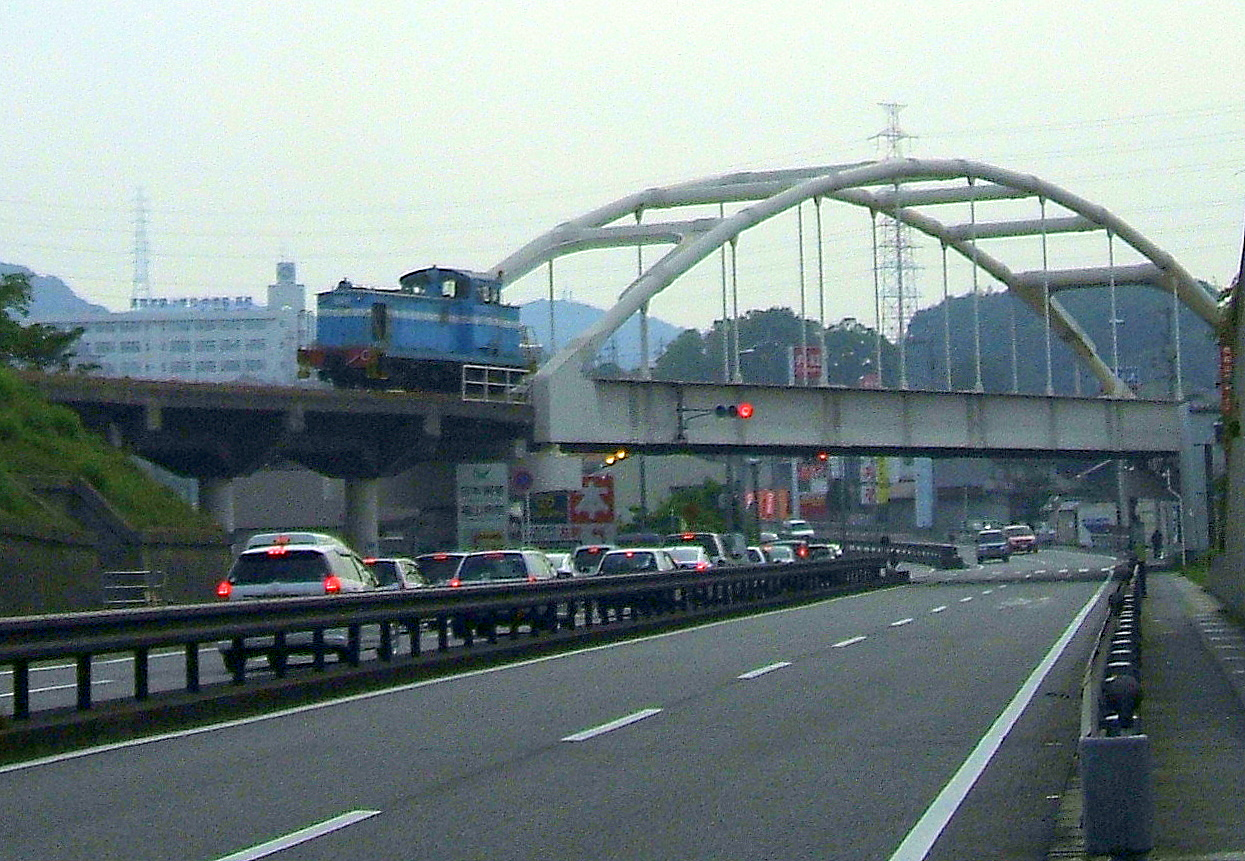
JFE鋼材專用鐵道行走的機車

JR貨物是一座貨運車站。位於旅客車站南出口的東邊。設有3面貨櫃月台，4條貨物起卸路軌，另外設有數條著發線、留置線、機走線等。在建築物中，設有貨物車站大樓，在貨櫃月台中設有貨倉。
此貨物車站可起卸貨櫃，包括12呎貨櫃、20呎・30呎大型貨櫃、20呎ISO規格船運貨櫃（重量為20噸以內）。也許可起卸工業廢料、特殊工業廢物。

#### 日鋼線
此站設有前往福山港的JFE鋼材西日本鋼鐵廠福山地區（前・日本鋼管福山鋼鐵廠）專用鐵道（通稱：日鋼線）分支點。全長約3.6公里。該線中設有不定期的貨物班次，把鋼鐵廠生產的貨物運出工場，向JR西日本路線方向運行。若設有貨物運行的日子，在早上會設有1往返班次，很少在日間設有1往返班次。另外，此站中為部分平車停泊站。

## 使用狀況
參考資料：

### JR西日本
以下為近年1日平均乘車人次：
| 年度               | 1日平均 乘車人次 |
| ------------------ | ---------------- |
| 2001年（平成13年） | 3,575            |
| 2002年（平成14年） | 3,512            |
| 2003年（平成15年） | 3,626            |
| 2004年（平成16年） | 3,658            |
| 2005年（平成17年） | 3,721            |
| 2006年（平成18年） | 3,795            |
| 2007年（平成19年） | 3,765            |
| 2008年（平成20年） | 3,789            |
| 2009年（平成21年） | 3,666            |
| 2010年（平成22年） | 3,693            |
| 2011年（平成23年） | 3,757            |
| 2012年（平成24年） | 3,816            |
| 2013年（平成25年） | 4,079            |
| 2014年（平成26年） | 4,093            |
| 2015年（平成27年） | 4,265            |
| 2016年（平成28年） | 4,334            |
| 2017年（平成29年） | 4,364            |

### JR貨物
以下是近年，一年中貨物起卸量，只包括貨櫃貨物。
- 2001年度 - 起載 93,775公噸，卸載 99,918公噸
- 2002年度 - 起載 91,663公噸，卸載 102,858公噸
- 2003年度 - 起載 90,192公噸，卸載 10,742公噸
- 2004年度 - 起載 75,593公噸，卸載 96,025公噸
- 2005年度 - 起載 75,538公噸，卸載 98,714公噸
- 2006年度 - 起載 89,429公噸，卸載 109,905公噸
- 2007年度 - 起載 90,739公噸，卸載 115,300公噸
- 2008年度 - 起載 85,850公噸，卸載 121,045公噸
- 2009年度 - 起載 80,737公噸，卸載 97,725公噸

## 車站周邊

### 南出口
公共設施
- 福山東郵局（日语：福山東郵便局）
- NTT neo Net中國

金融機構
- 中國銀行福山東分店
- 廣島銀行手城分店
- 山口銀行福山分店

教育機構
- 福山市立引野小學
- 福山市立一橋中學
- 朝日醫療専門學校福山校

醫療機構
- 明神館腦神經外科
- 福山回生醫院
- 森川內科診所

娛樂、住宿設施
- 福山世紀酒店
- 東福山商務酒店
- 備後Heights
- 平安祭典福山會館

商店
- HALOWS（日语：ハローズ）東福山店
  - E-net（日语：イーネット）（廣島銀行）
  - ATM（紅葉銀行）
- Media Necca福山店

### 北出口
金融機構
- 廣島銀行福山藏王分店
- 紅葉銀行藏王分店
- 島波信用金庫（日语：しまなみ信用金庫）

教育機構
- 福山市立綠小學
- 廣島大學附屬福山中學（日语：広島大学附属福山中学校）、高等學校（日语：広島大学附属福山高等学校）
- 福山鯉城幼稚園
- 福山齒科衛生師學校

醫療機構
- 藏王醫院
- 福山第一醫院

娯樂、住宿設施
- 福山紀念公園

商店
- HALOWS引野店
  - ATM（廣島銀行）
  - ATM（紅葉銀行）
- youme town（日语：ゆめタウン）藏王
- POPEYE媒體咖啡廳春日店

其他設施
- 福山綜合批發市場

## 巴士路線

### 南出口

#### 城市之間高速巴士
| 路線名       | 運行公司        | 方向、目的地                             | 備註                     |
| ------------ | --------------- | ---------------------------------------- | ------------------------ |
| JAMJAM Liner | Jam Jam Express | 橫濱（YCAT）、東京（東京站鍛冶橋停車場） | 夜行班次（經倉敷、岡山） |
| JAMJAM Liner | Jam Jam Express | 難波、梅田（梅田廣場Pool）、USJ          | 夜行班次                 |

### 北口

#### 一般巴士路線
- 圖例
  - ■ 井笠巴士公司（日语：井笠バスカンパニー）

| 路線編號 | 路線名稱         | 方向、目的地                                                                                   | 備註 |
| -------- | ---------------- | ---------------------------------------------------------------------------------------------- | ---- |
| 2-5      | ■坪生線          | （經東深津）福山站                                                                             |      |
| 25       | ■坪生線          | （廣大附屬校前、高屋團地、伊勢丘三丁目、幕山口）坪生                                           |      |
| 26-1     | ■右回 東部循環線 | （經廣尾）福山市民醫院                                                                         |      |
| 26-2     | ■左回 東部循環線 | （經廣大附屬校前、高屋團地、伊勢丘三丁目、幕山口、春日池新市鎮、培遠中學前、廣尾）福山市民醫院 |      |

## 相鄰車站
西日本旅客鐵道
 山陽本線
■普通
大門－東福山－福山

## 注腳
1. 1 2 3 4  .   [2020-03-24]. （原始内容存档于2017-03-28）.
2. 1 2 3  .   [2020-03-24]. （原始内容存档于2018-06-13）.
3. ↑  JR時間表1992年11月號、12月號
4. ↑  從前在1990年代尾，在部分時間的晚上設有上行1班太陽快車列車停站（也停大門站）。
5. ↑   (PDF) (新闻稿). JR西日本. 2014-12-19  [2014-12-19]. （原始内容存档 (PDF)于2020-10-23）.
6. ↑  .   [2020-03-24]. （原始内容存档于2020-03-24）.
7. ↑  .   [2020-03-24]. （原始内容存档于2020-03-24）.
8. ↑   (PDF).   [2020-03-24]. （原始内容 (PDF)存档于2014-02-21）.
9. ↑  WINK 2010年1月號，148頁
10. ↑  《統計ふくやま》 （页面存档备份，存于） - 福山市

## 外部連結
- 東福山｜車站資訊：JR出門網 - 西日本旅客鐵道